# 金雞 (電影)
《金雞》是2002年上映的一部香港電影，由吳君如飾演妓女「金如」，以其十五歲至四十歲的經歷，道出1970年代尾至2000年代初之香港變遷。該部電影續集《金雞2》於2003年12月上映。相隔十年後，續集《金雞SSS》於2014年1月賀歲片檔期上映。

## 剧情介绍
講述中年婦女的辛酸史，由香港「魚翅撈飯」的黃金年代開始，經歷1980年代的風風雨雨，及至1997年香港回歸，2000年科網股爆破、香港電訊股價暴跌等變遷。中間以香港性產業的變化為襯托，由魚蛋檔、日式夜總會以至一樓一鳳等，發展而拍出的黑色幽默喜劇片。

## 演员表
| 演員              | 角色                               |
| 吳君如            | 金如（moon）                       |
| 曾志偉            | 尹仁邦（粵語版）/ 姚仁邦（國語版） |
| 刘德华            |                                    |
| 梁家辉            | 陳教授                             |
| 胡军              | 葉子強                             |
| 陈奕迅            | 小钢炮                             |
| 张坚庭            | 醫生                               |
| 杜汶澤            | 龍哥                               |
| 黄日华            | Richard、吳先生                    |
| 田蕊妮            | 媽媽生                             |
| 有耳非文          | 夜總會妓女                         |
| 李蘢怡            | 夜總會妓女                         |
| 諸慧荷(Irene Tsu) | 伯娘（鄧如心）                     |

## 獎項及提名
| 獎項                  | 類別             | 名字           | 結果 |
| --------------------- | ---------------- | -------------- | ---- |
| 第22屆香港電影金像獎  | 最佳電影         | 《金雞》       | 提名 |
| 第22屆香港電影金像獎  | 最佳女主角       | 吳君如         | 提名 |
| 第22屆香港電影金像獎  | 最佳女配角       | 田蕊妮         | 提名 |
| 第22屆香港電影金像獎  | 最佳美術指導     | 奚仲文、黃炳耀 | 提名 |
| 第22屆香港電影金像獎  | 最佳服裝造型設計 | 奚仲文、吳里璐 | 提名 |
| 第40屆金馬獎          | 最佳女主角       | 吳君如         | 獲獎 |
| 第40屆金馬獎          | 最佳美術指導     | 奚仲文、黃炳耀 | 獲獎 |
| 第40屆金馬獎          | 最佳服裝造型設計 | 奚仲文、吳里璐 | 獲獎 |
| 第8屆香港電影金紫荊獎 | 最佳女主角       | 吳君如         | 提名 |
| 第8屆香港電影金紫荊獎 | 最佳導演         | 趙良駿         | 提名 |
| 第8屆香港電影金紫荊獎 | 最佳編劇         | 鄒凱光、趙良駿 | 提名 |

## 播放時間
| 香港 翡翠台 星期六1:40-3:50節目 | 香港 翡翠台 星期六1:40-3:50節目                                     | 香港 翡翠台 星期六1:40-3:50節目 |
| ------------------------------- | ------------------------------------------------------------------- | ------------------------------- |
|                                 | （週六深宵影院）金雞 （2018年7月22日）                              |                                 |
| 智激校園 (2011年6月19日)        | 算死草 （2011年7月3日） 食神 (2011年7月10日) 功夫 （2018年4月29日） |                                 |

## 外部連結
- Yahoo奇摩電影上《金雞》的資料（繁體中文）
- 開眼電影網上《金雞》的資料（繁體中文）
- 豆瓣电影上《金雞》的資料 （简体中文）
- 时光网上《金雞》的資料（简体中文）
- AllMovie上《金雞》的资料（英文）
- 爛番茄上《金雞》的資料（英文）
- 香港影庫上《金雞》的資料（繁體中文）
- 互联网电影数据库（IMDb）上《金雞》的资料（英文）